# Witoorvliegenvanger
De witoorvliegenvanger (Poecilodryas superciliosa) is een vogel uit de familie van de Australische vliegenvangers (Petroicidae).

## Kenmerken
De witoorvliegenvanger is 14 tot 17 cm lang en is van boven donkerbruin. Opvallend is een brede witte wenkbrauwstreep boven de ogen en een zwarte oogstreep. De borst is lichtgrijs en de snavel is zwart. Op de vleugel zit een witte vlek en ook op het uiteinde van de staart zijn witte vlekjes.

## Voorkomen en leefgebied
De vogel komt voor in het noorden en noordoosten van Queensland in het noorden van Australië. Het leefgebied bestaat uit dichte bossen en struikgewas, moessonbos en beekgeleidende bosvegetaties en geboomte rond bronnen.

## Status
De grootte van de populatie is niet gekwantificeerd maar de soort wordt omschreven als algemeen maar met een versnipperde verspreiding. Op de Rode lijst van de IUCN heeft deze soort de status niet bedreigd.